# Högsten, Eckerö
Högsten är en ö med båk cirka 6,5 kilometer väster om Finbo i Eckerö på Åland.
Öns area är 22,9 hektar och dess största längd är 0,6 kilometer i sydöst-nordvästlig riktning.